# Campeonato de Escocia de Rugby 2007-08
El Campeonato de Escocia de Rugby (Premiership One) de 2007-08 fue la 35° edición del principal torneo de rugby de Escocia.

## Sistema de disputa
El torneo se disputó en formato de todos contra todos en la que cada equipo enfrentó a cada uno de sus rivales.
El equipo que al finalizar el torneo obtuviera mayor cantidad de puntos, se coronó como campeón del torneo, mientras que los últimos dos descienden a segunda división.

## Clasificación
| Pos. | Equipo              | Encuentros | Encuentros | Encuentros | Encuentros | Tantos | Tantos | Tantos | Puntos |
| Pos. | Equipo              | PJ         | PG         | PE         | PP         | F      | C      | Dif    | Puntos |
| ---- | ------------------- | ---------- | ---------- | ---------- | ---------- | ------ | ------ | ------ | ------ |
| 1.º  | Boroughmuir RFC     | 22         | 20         | 0          | 2          | 659    | 362    | +297   | 96     |
| 2.º  | Watsonians          | 22         | 16         | 0          | 6          | 579    | 431    | +148   | 75     |
| 3.º  | Melrose RFC         | 22         | 12         | 1          | 9          | 512    | 374    | +138   | 64     |
| 4.º  | Currie Chieftains   | 21         | 11         | 1          | 9          | 457    | 411    | +46    | 58     |
| 5.º  | Ayr RFC             | 21         | 11         | 5          | 5          | 347    | 349    | -2     | 58     |
| 6.º  | Heriot's FP         | 21         | 11         | 1          | 9          | 484    | 493    | -9     | 57     |
| 7.º  | Hawick RFC          | 22         | 10         | 0          | 12         | 418    | 567    | -149   | 47     |
| 8.º  | Glasgow Hawks       | 22         | 10         | 0          | 12         | 409    | 457    | -48    | 45     |
| 9.º  | Stirling County RFC | 21         | 7          | 3          | 11         | 412    | 481    | -69    | 44     |
| 10.º | Edinburgh Accies    | 22         | 7          | 2          | 13         | 371    | 429    | -58    | 41     |
| 11.º | GHA                 | 22         | 6          | 3          | 13         | 369    | 462    | -93    | 39     |
| 12.º | Dundee HSFP         | 22         | 3          | 1          | 18         | 345    | 546    | -201   | 24     |

|  | Campeón.    |
|  | Descendido. |

| Bandera de Escocia      |
| Campeón Boroughmuir RFC |
| Tercer título           |